# Songs for the Drunk and Broken Hearted
Songs for the Drunk and Broken Hearted — дванадцятий студійний альбом англійського музиканта та автора пісень Passenger, представлений 8 січня 2021 року під лейблом Black Crow Records. Платівка досягла 2 позиції у британському чарті. Доходи від продажу цього альбому йдуть на підтримку екологічних проеків, спрямованих на відновлення лісів внаслідок знеліснення — одне дерево буде посаджено після кожної покупки фізичної копії альбому, проданої через офіційний магазин Passenger.

## Список пісень
Усі пісні написано Майклом Розенбергом
| Стандартне видання | Стандартне видання                        | Стандартне видання |
| #                  | Назва                                     | Тривалість         |
| ------------------ | ----------------------------------------- | ------------------ |
| 1.                 | «Sword from the Stone»                    | 3:21               |
| 2.                 | «Tip of My Tongue»                        | 3:01               |
| 3.                 | «What You're Waiting For»                 | 2:37               |
| 4.                 | «The Way That I Love You»                 | 2:39               |
| 5.                 | «Remember to Forget»                      | 3:38               |
| 6.                 | «Sandstorm»                               | 5:01               |
| 7.                 | «A Song for the Drunk and Broken Hearted» | 3:59               |
| 8.                 | «Suzanne»                                 | 4:15               |
| 9.                 | «Nothing Aches Like a Broken Heart»       | 4:16               |
| 10.                | «London in the Spring»                    | 3:01               |
| 35:48              |                                           |                    |

| Додатковий диск делюкс видання | Додатковий диск делюкс видання                       | Додатковий диск делюкс видання |
| #                              | Назва                                                | Тривалість                     |
| ------------------------------ | ---------------------------------------------------- | ------------------------------ |
| 1.                             | «London in the Spring» (acoustic)                    | 2:56                           |
| 2.                             | «Nothing Aches Like a Broken Heart» (acoustic)       | 3:17                           |
| 3.                             | «Suzanne» (acoustic)                                 | 4:05                           |
| 4.                             | «A Song for the Drunk and Broken Hearted» (acoustic) | 3:56                           |
| 5.                             | «Sandstorm» (acoustic)                               | 4:10                           |
| 6.                             | «Remember to Forget» (acoustic)                      | 3:36                           |
| 7.                             | «The Way That I Love You» (acoustic)                 | 2:37                           |
| 8.                             | «What You're Waiting For» (acoustic)                 | 2:36                           |
| 9.                             | «Tip of My Tongue» (acoustic)                        | 3:00                           |
| 10.                            | «Sword from the Stone» (acoustic)                    | 3:33                           |
| 69:34                          |                                                      |                                |

## Чарти
| Чарт (2021)                                  | Найвища позиція |
| -------------------------------------------- | --------------- |
| Australian Albums (ARIA)                     | 6               |
| Бельгія Belgian Albums (Ultratop Flanders)   | 28              |
| Бельгія Belgian Albums (Ultratop Wallonia)   | 188             |
| Нідерланди Dutch Albums (MegaCharts)         | 18              |
| Німеччина German Albums (Offizielle Top 100) | 6               |
| New Zealand Albums (RMNZ)                    | 33              |
| Швейцарія Swiss Albums (Schweizer Hitparade) | 2               |
| Велика Британія UK Albums (OCC)              | 2               |

## Хронологія видання
| Регіон | Даиа         | Лейбл      | Формат                          |
| ------ | ------------ | ---------- | ------------------------------- |
| Різні  | 8 січня 2021 | Black Crow | цифрове завантаження, CD, вініл |